# Tore Foss
Tore Foss, född 21 februari 1901 i Kristiania (nuvarande Oslo), död 6 augusti 1968 i Oslo, var en norsk skådespelare, sångare (baryton), regissör och teaterchef.

## Biografi
Foss växte upp i Kristiania i ett musik- och teaterintresserat hem. Fadern hade varit aktiv i Studentsångarföreningen och studentteatern och farbrodern Olaf Voss var skådespelare vid Nationaltheatret. En annan farbror, Thorolf Voss, var kapellmästare vid Centralteatret. Efter examen artium 1919 studerade Tore Foss juridik vid universitetet i Kristiania och tog en kandidatexamen 1924. Valet att studera juridik kom troligtvis efter påtryckningar från fadern som hade en advokatfirma och ville ha sonen som kompanjon. Intresset för teatern tog dock överhanden och under ett studieuppehåll i Frankrike 1926 skrev sonen ett brev till fadern där han förklarade att han "hellre ville svälta ihjäl som skådespelare än ha det gott som advokat".
År 1927 debuterade Foss som skådespelare vid Chat Noir och var därefter engagerad vid Agnes Mowinckels experimentscen Balkongen. Åren 1934–1938 var han vid Nationaltheatret, 1948–1951 vid Centralteatret och 1957–1959 vid Folketeatret. Sin huvudsakliga teatergärning gjorde han dock vid Det Nye Teater där han var anställd under flera perioder, den sista 1959–1967. Han var också dess teaterchef 1945–1947. Åren 1950–1954 var han ordförande i Norsk Sceneinstrukørforening. De sista åren var han aktiv vid Radioteatern där han även var en känd uppläsare.
Vid sidan av teatern var han också filmskådespelare. Han debuterade 1930 i Rasmus Breisteins Kristine Valdresdatter och medverkade i sammanlagt 26 film- och TV-roller 1930–1966. Han spelade ofta karaktärsbiroller som officer eller polis, men också huvudroller som Theobald Torden i revyfilmen Op med hodet! (1933), Morten Kruse i Sankt Hans fest (1947) och direktören i Lån meg din kone (1958).
Foss utmärkte sig med en sofistikerad komedistil som kom till användning i tidens många populära lustspel av Finn Bø och Karl Ludvig Bugge, i karaktärskomiska roller och i klassiska komediroller. Med sin barytonröst spelade och sjöng han i huvudroller i operetter och sångspel. Han var en av sin generations mest populära skådespelare.
Som regissör var Foss främst aktiv inom komedin och musikteatern. Han iscensatte bland annat Nils Kjærs Det lykkelige valg. Hans Broadway-inspirerade uppsättning av Elinor Borgs Den gyldne kro på Centralteatret 1942 blev starkt angripen i NS-pressen för att vara "judiskinspirerad musik" och medförde att teatern stängdes under flera månader.
Som sångare och pianist spelade gjorde Foss tio inspelningar av eget material 1928–1932. Tillsammans med Einar Rose och Steinar Jøraandstad ingick han i trion The Three Black Cats som var pionjärer inom norsk jazz.

## Familj
Foss var son till överrättsadvokaten Johan Ejnar Voss (1868–1948) och Anna Elisabeth Myhr (1872–1957). Han var gift första gången från 1926 med Karen Kristine Wiborg Fekete (1905–1962), andra gången från 1934 med skådespelaren Gunvor Hall (1908–1961) och tredje gången från 1940 med Birthe Elisabeth Follevag (1911–1980).

## Filmografi (urval)
- 1930 – Kristine Valdresdatter
- 1932 – En glad gutt
- 1933 – Op med hodet!
- 1942 – Jeg drepte!
- 1944 – Kommer du, Elsa?
- 1947 – Sankt Hans fest
- 1954 – I moralens navn
- 1956 – Gylne ungdom
- 1958 – Lån meg din kone
- 1959 – 5 loddrett
- 1959 – Unga syndare
- 1961 – Norges söner
- 1961 – Hans Nielsen Hauge
- 1961 – Bussen
- 1961 – Et øye på hver finger
- 1962 – Stackars stora starka karlar
- 1962 – Sønner av Norge kjøper bil
- 1963 – Vildanden

## Scenroller (urval)
- 1938 – Alberto Rardoni i Jeg kjenner deg ikke av Aldo De Benedetti, Det Nye Teater[3]